# タンジレ県
タンジレ県は、チャドの14の県のうちの1つです。チャドの南西部に位置し、面積は18,045km2、人口は453,854人（1993年）。県都はライ。